# Полтар (округ)
О́круг Полтар (словац. okres Poltár) — округ (окрес, район) в Банськобистрицькому краї, центральна Словаччина. Площа округу становить — 476,2 км², на якій проживає — 21 930 осіб (31.12.2015). Середня щільність населення становить — 46,1 осіб/км². Адміністративний центр округу — місто Полтар в якому проживає 5 880 жителів.

## Загальні відомості

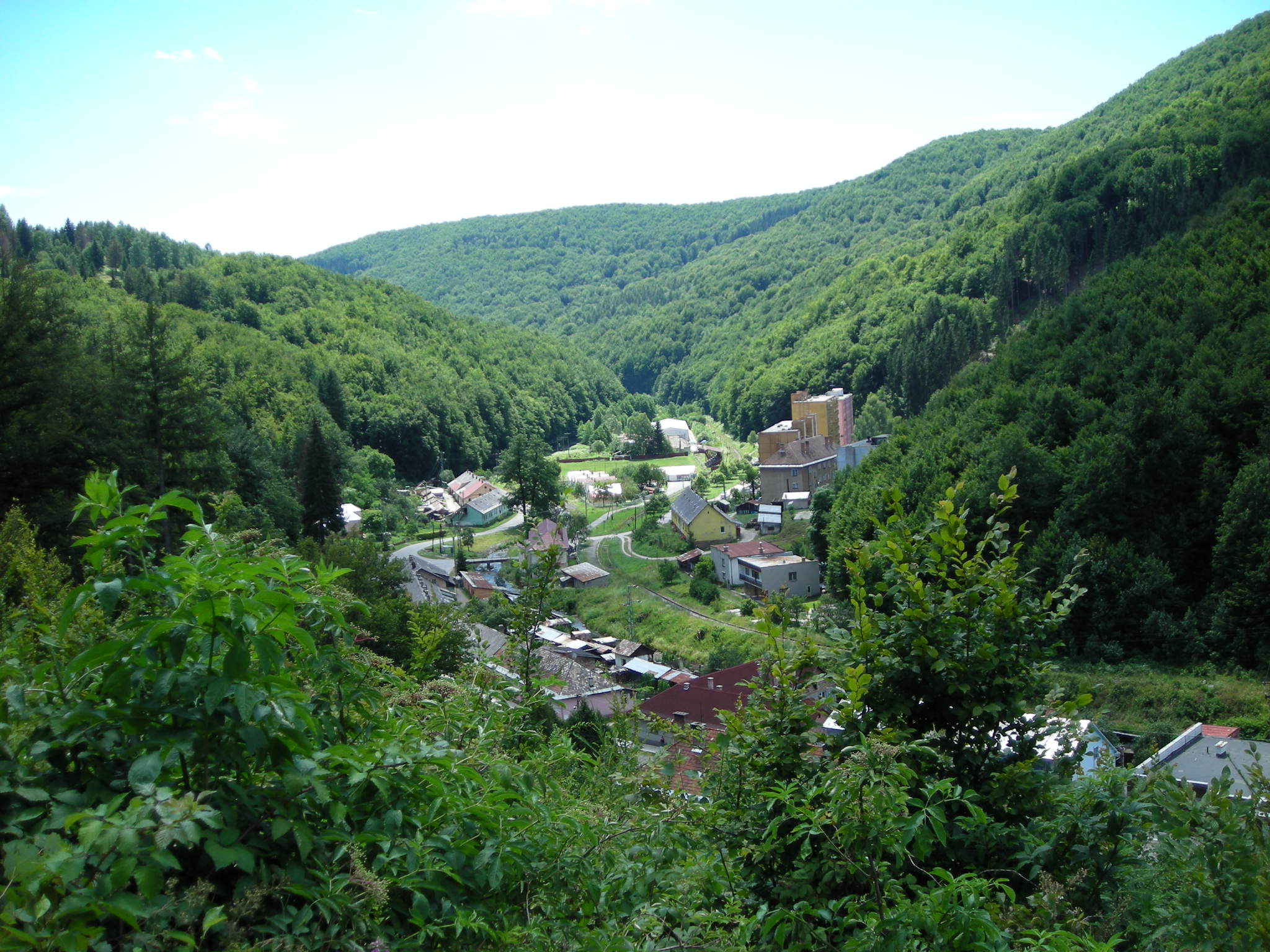
Округ Полтар. Вид на Утекач

До 1918 року округ був розділений між історичними областями Угорщини графствами Новоград (південно-західна частина) і Ґемер Малогонт. До 1990 року входив до складу округу Лучинец (Чехословаччини).
Округ розташований у центральній частині Словаччини. Він межує з округом Лученец — на південному заході і заході, Детва — на північному заході, Брезно — на півночі і Рімавска Собота — на сході.
Важливою галуззю промисловості є виробництво та експорт готової продукції скляної промисловості. Збудовано водосховище Малінец.

## Статистичні дані

### Населення
| Рік:            | 1994.  | 2004.   | 2014.   | 2024.   |
| --------------- | ------ | ------- | ------- | ------- |
| Кількість осіб: | 23 209 | 22 893  | 22 074  | 20 135  |
| Різниця:        |        | -1,36 % | -3,57 % | -8,78 % |

| Рік:            | 2023.  | 2024.   |
| --------------- | ------ | ------- |
| Кількість осіб: | 20 247 | 20 135  |
| Різниця:        |        | -0,55 % |

### Національний склад
- словаки — 96,1 %
- роми — 1,5 %
- угорці — 1,2 %
- інші національності — 1,2 %

### Конфесійний склад
- католики — 57,5 %
- лютерани — 21,8 %
- інші релігії, чи атеїсти  — 20,7 %

## Адміністративний поділ
Округ складається з 21 сільського муніципалітету і 1 міста.

### Міста
- Полтар

### Села
Брезнічка • Велька Вес • Градіште • Грнч'ярска Вес • Грнч'ярске Залужани • Дюбаково • Златно • Каліново • Кокава-над-Рімавіцоу • Крна • Малінец • Младзово • Оздін • Ровняни • Селце • Сушани • Угорске • Утекач • Цінобаня • Ческе Брезово • Шолтиска

## Визначні особистості
- Іван Гашпарович (нар. 27 березня 1941, м. Полтар) — доктор права, кандидат наук, Президент Словацької Республіки (2004—2014).
- Тібор Седліцка (нар. 2 квітня 1924, Полтар) — вчитель музики, диригент.
- Джон Золо Млинярік — зелений, історик, дисидент (підписант Статуту 77). Президент Союзу словаків у Чеській республіці.